# 南乌拉尔自然保护区
南乌拉尔自然保护区（俄语：Южно-Уральский заповедник）是俄罗斯的一个严格自然保护区，保护南乌拉尔山脉最高处的山地针叶林生态系统。亚曼套山是南乌拉尔山脉最高的山，高达1640米。90%的保护区坐落于巴什科尔托斯坦共和国的別洛列茨克區，剩余部分在车里雅宾斯克州。烏法市在保护区西北200千米处。

## 地貌
南乌拉尔保护区由多个山脊组成，由西南向东北平行排布，广阔的山谷与横穿的河流将其分割为“田”字结构。这个地区并没有完全冻结成冰，但有迹象表明在山上和高原的局部地区有冰冻现象。这里的所有河流都可分为小河或小溪，其中最长的是93千米的小因泽尔河，贯穿整个保护区；溪流则快速流过岩石河床。此外，保护区内还有数个小沼泽地。南乌拉尔保护区被林地所环绕。
这个保护区已经受到了连续的经济活动的影响。该地区在18世纪和19世纪是铁铸造厂的所在地，为了供给炭窑，树木被大量砍伐，河水受到污染。在20世纪早期，商业性伐木进一步扩大；在战争期间，区内修建了几个拘留营，并造有一条窄轨铁路。到了20世纪70年代，道路与管线穿越这个地区内的部分地区。1979年，这个地区划为保护区，恢复并保护了大部分的具有代表性的南乌拉尔森林。

## 气候与生态
南乌拉尔自然保护区位于乌拉尔山地森林与苔原生态区。这个生态区包括了东西向狭窄的乌拉尔山脉，它是针叶林和苔原植物的交汇区。
南乌拉尔的气候属温带大陆性湿润气候，即柯本气候分类法中的副极地气候。这种气候的特点是昼夜温差大，季节温差大，夏季温和，冬季寒冷多雪。保护区的年平均降水量为667 mm，生长季平均168天，无霜期自5月30日至9月中旬平均107天。在海拔最高处降水量上升至1100 mm，无霜期降至60天。

## 动植物
森林覆盖了保护区89%的土地，包含了4种松柏类植物和10种落叶植物。在1200米以上的苔原地区，有着灌木苔藓植物。据记载，保护区内有700余种维管植物。

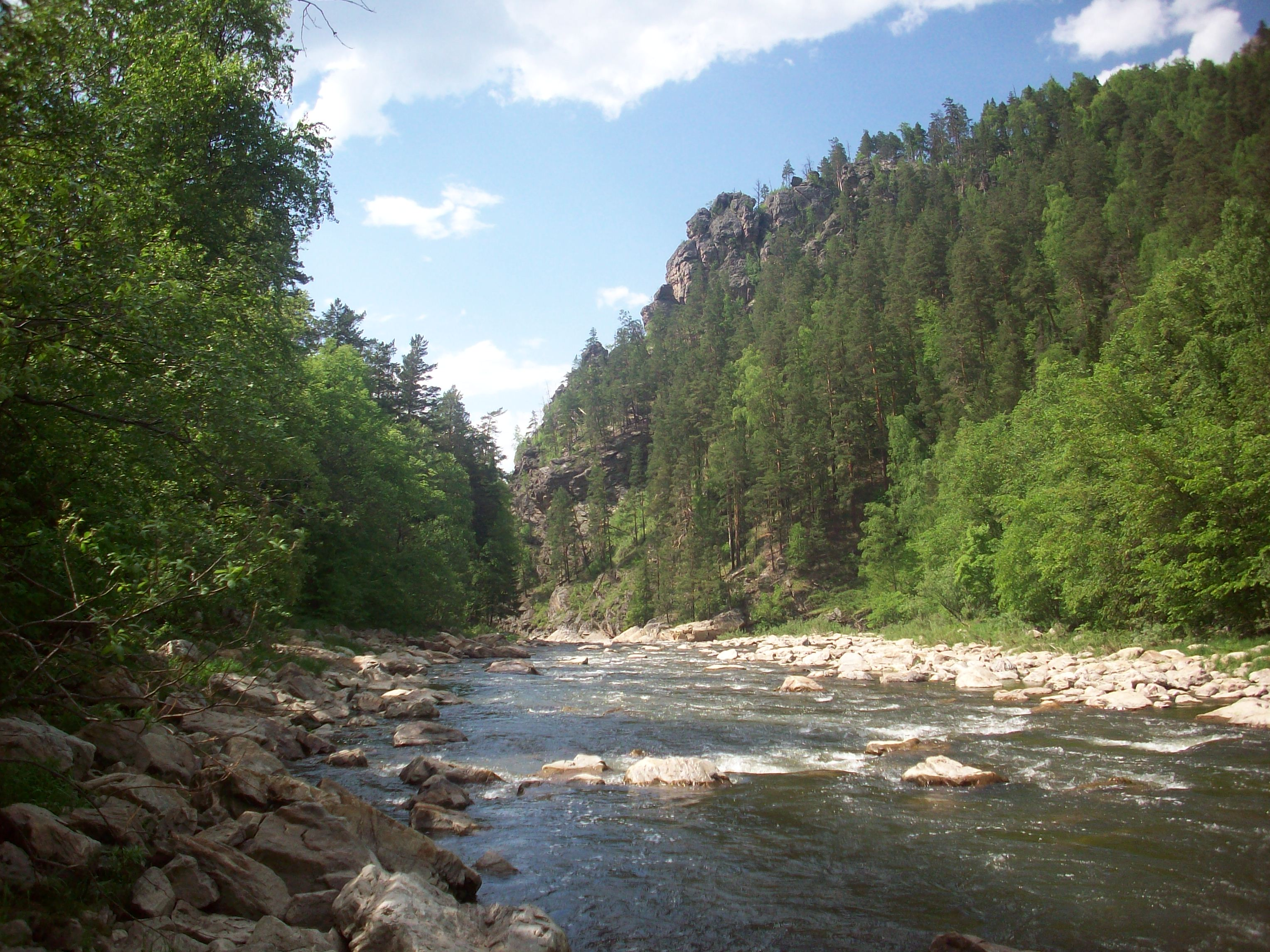
位于南乌拉尔自然保护区西南部的小因泽尔河

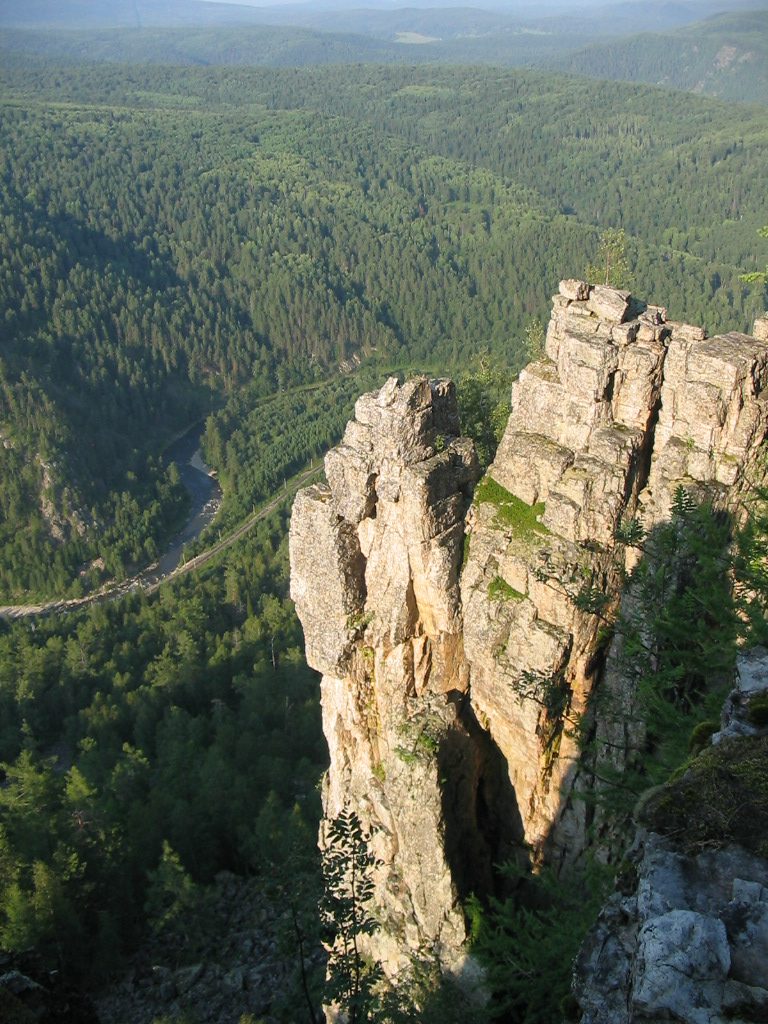
因泽尔河俯视图

保护区的哺乳动物是森林物种，驼鹿和黑熊一样常见。保护区内有着13种不同的猎食物种，狼在区域内长期存在，它们的猎物是鹿。记录在案的共有50种哺乳动物，168种鸟类（其中132种是筑巢鸟类）。

## 保护区管理
由于南乌拉尔自然保护区是严格自然保护区，该区域基本上不对公众开放。但科学家和有“环境教育”目的的人可以申请进入，主办公室位于90千米外的別洛列茨克。

## 拓展链接
- 南乌拉尔保护区官方网站的图集（页面存档备份，存于）
- Map of South Ural Reserve, OpenStreetMap（页面存档备份，存于）
- Map of South Ural Reserve, ProtectedPlanet（页面存档备份，存于）